# Torgsin

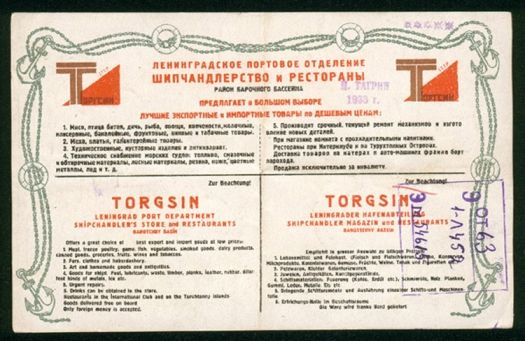
Werbung für den Leningrad-Torgsin, 1933

Torgsin (russisch Торгсин) war eine Handelskette mit gleichnamiger konvertierbarer Währung in der Sowjetunion zwischen 1929 und 1936.
Der Name war ein Akronym für die staatliche „Allunions-Gesellschaft zum Handel mit Ausländern“  (торговля с иностранцами). Sie eröffnete 1929 unter Michael Sklar.  Anders als die späteren Berjoska-Geschäfte waren die  Torgsin-Läden für Sowjetbürger offen, vorausgesetzt diese besaßen Devisen, Silber, Gold oder Juwelen für ihren  Einkauf. Am 5. Juli 1931 wurden dann Torgsin-Schecks, nominell in Rubel, durch den  Vorsitzenden des Sownarkom Molotow per Dekret eingeführt und am 1. Februar 1936 wieder verboten. Die Gold- oder Torgsin-Rubel konnten als Gutscheinheftchen in den Geschäften gekauft und dann dort gegen Waren eingetauscht werden.
Neben dem offiziellen Wechselkurs (1 US$:~1,12 Torgsin-Rubel) existierte ein Schwarzhandel, bei dem der Torgsin-Rubel während des Holodomors gegen 60 bzw. später gegen 40 Papierrubel gewechselt wurde.  In den Geschäften wurden auch Antiquitäten und früheres Eigentum ermordeter oder exilierter russischer Aristokraten umgeschlagen. Wegen illegalen Handelns mit Torgsin-Rubeln wurde u. a. der erste US-Botschafter in der Sowjetunion William C. Bullitt auf Drängen des Sownarkom 1936 abberufen.
Andere Länder etablierten später ebensolche Währungen; so die DDR (Forumschecks),  China (Foreign Exchange Certificate) und Kuba (Peso convertible) und schufen Geschäftsketten, in denen damit oder auch direkt mit den Fremdwährungen bezahlt wurde (Tuzex, Pewex, Intershop, Corecom).

## Verweise
1. ↑  https://content.time.com/time/magazine/article/0,9171,742558-1,00.html Sklar’s Stores.  Time Mag., 9. November 1931
2. ↑  https://www.pseudology.org/Documets/Torgsin.htm Torgsin, russisch
3. ↑  Ante Ciliga: Im Land der verwirrenden Lüge. Rote Weissbücher. 1953. S. 258
4. ↑  Donald Day: Onward Christian Soldiers. Noontide Press. 1982